# 法维耶尔 (厄尔-卢瓦省)
法维耶尔（法語：Favières，法語發音：[favjɛʁ] ⓘ）是法国厄尔-卢瓦省的一个市镇，属于德勒区。

## 地理
法维耶尔（48°31'47"N, 1°13'41"E）面积12.69 平方千米，位于法国中央-卢瓦尔河谷大区厄尔-卢瓦省，该省份为法国北部内陆省份，北起顺时针与厄尔省、伊夫林省、埃松省、卢瓦雷省、卢瓦-谢尔省、萨尔特省和奧恩省接壤。
与法维耶尔接壤的市镇（或旧市镇、城区）包括：蒂梅尔-加泰勒、迪尼、圣阿尔努德布瓦。

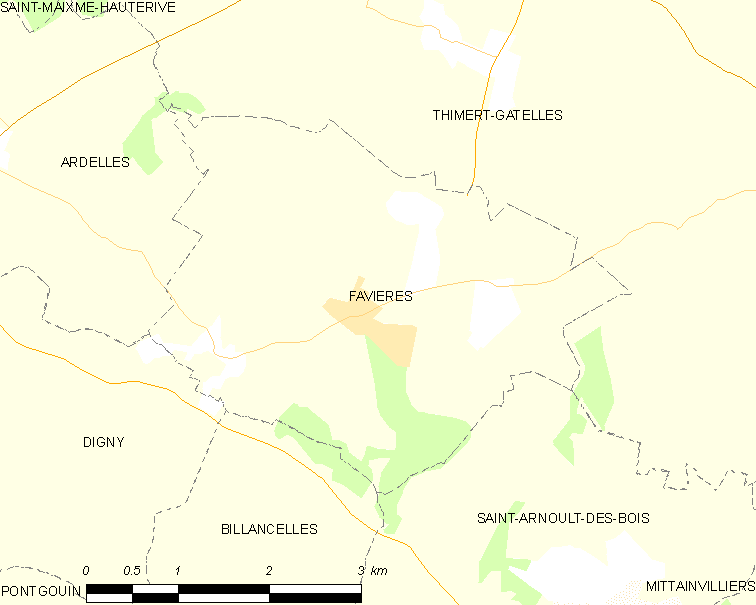
的OSM定位图

法维耶尔的时区为UTC+01:00、UTC+02:00（夏令时）。

## 行政
法维耶尔的邮政编码为28170，INSEE市镇编码为28147。

## 政治
法维耶尔所属的省级选区为圣吕班德容什雷县。

## 人口

1962-2008年间人口变化图示

法维耶尔于2022年1月1日时的人口数量为625人。